# 于集华
于集华（1959年10月—），江西鄱阳人，汉族，无党派人士。江西景德镇陶瓷美术家协会主席、中华人民共和国政治人物、第十三届全国人民代表大会、第十四届全国人民代表大会江西地区代表。

## 生平
于集华是一名景德镇陶瓷手艺人，8岁随祖父学艺。2018年2月24日，当选为第十三届全国人大代表。